# 单波叶乳香树
单波叶乳香树是橄榄科乳香树属植物，原产索马里西北部。由于叶缘波状，曾被鉴定为波叶乳香树，但波叶乳香树为羽状复叶，单波叶乳香树为单叶；直到2019年才成立新种。其他为单叶的乳香树包括单叶乳香树和矮乳香树。